# Carl-Eric Arkel
Carl-Eric Yngve Arkel, född 15 januari 1908 i Skövde, död 4 november 1974, var en svensk folkskollärare och målare.
Han var son till fotografen Ludvig Eriksson och Hilda Alexandersson och från 1932 gift med Ester Tomtlund (1904–1998). Arkel studerade vid Otte Skölds målarskola i Stockholm och under en studieresa till Frankrike 1949. Han medverkade i samlingsutställningar med Sveriges allmänna konstförening och tillsammans med sin syster Alfhild Björklund ställde han ut i Falköping, Karlskoga och Uddevalla. Hans konst består av barnporträtt, landskap, gatumotiv med motiv från stockholmstrakten, Skåne och Gotland i olja eller pastell. Makarna Arkel är begravd på Skogskyrkogården i Stockholm.